# Hemsön

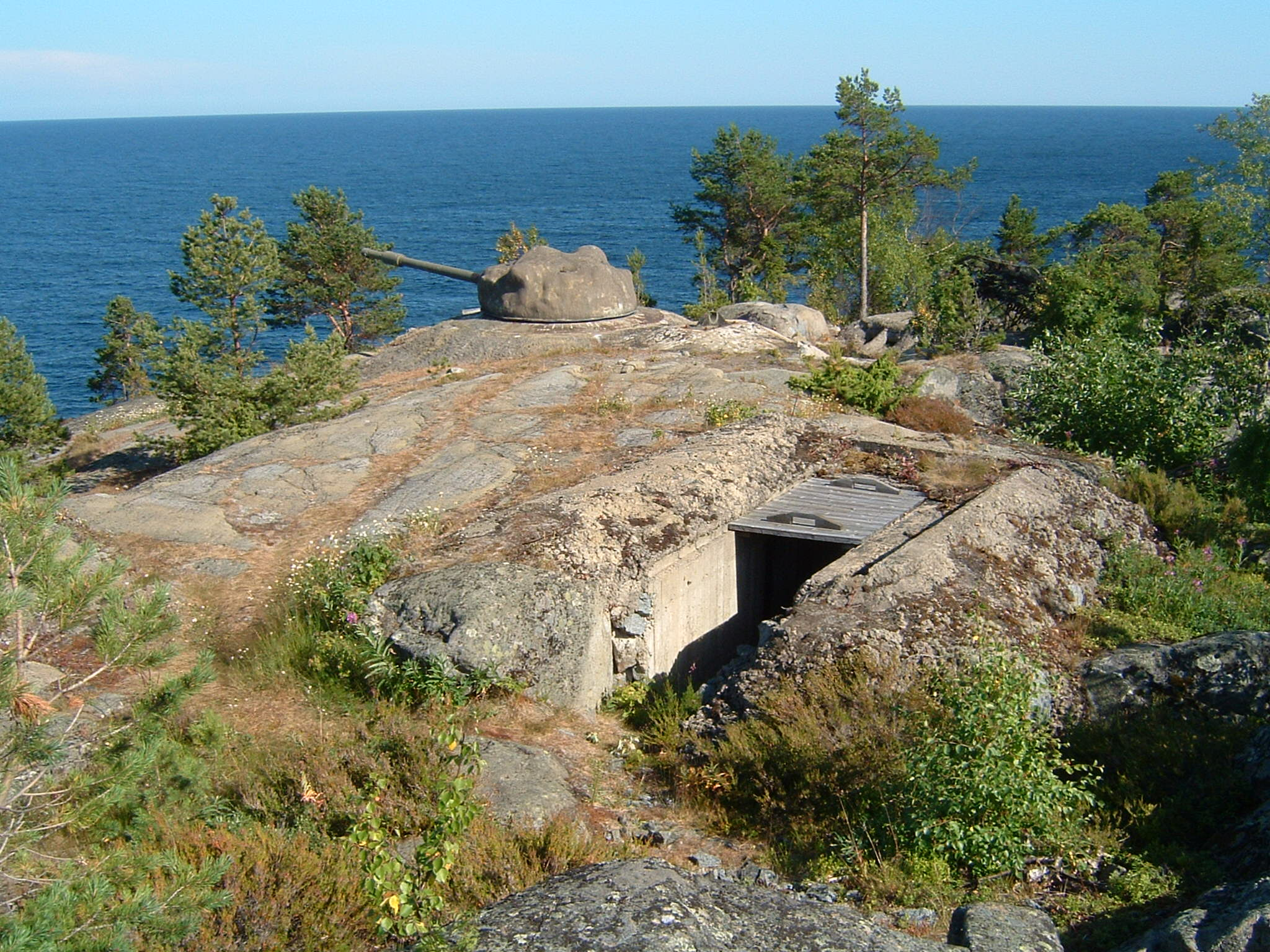
På Hemsön finns Hemsö fästning, en numera nedlagd försvarsanläggning med bunkrar och skyttevärn.

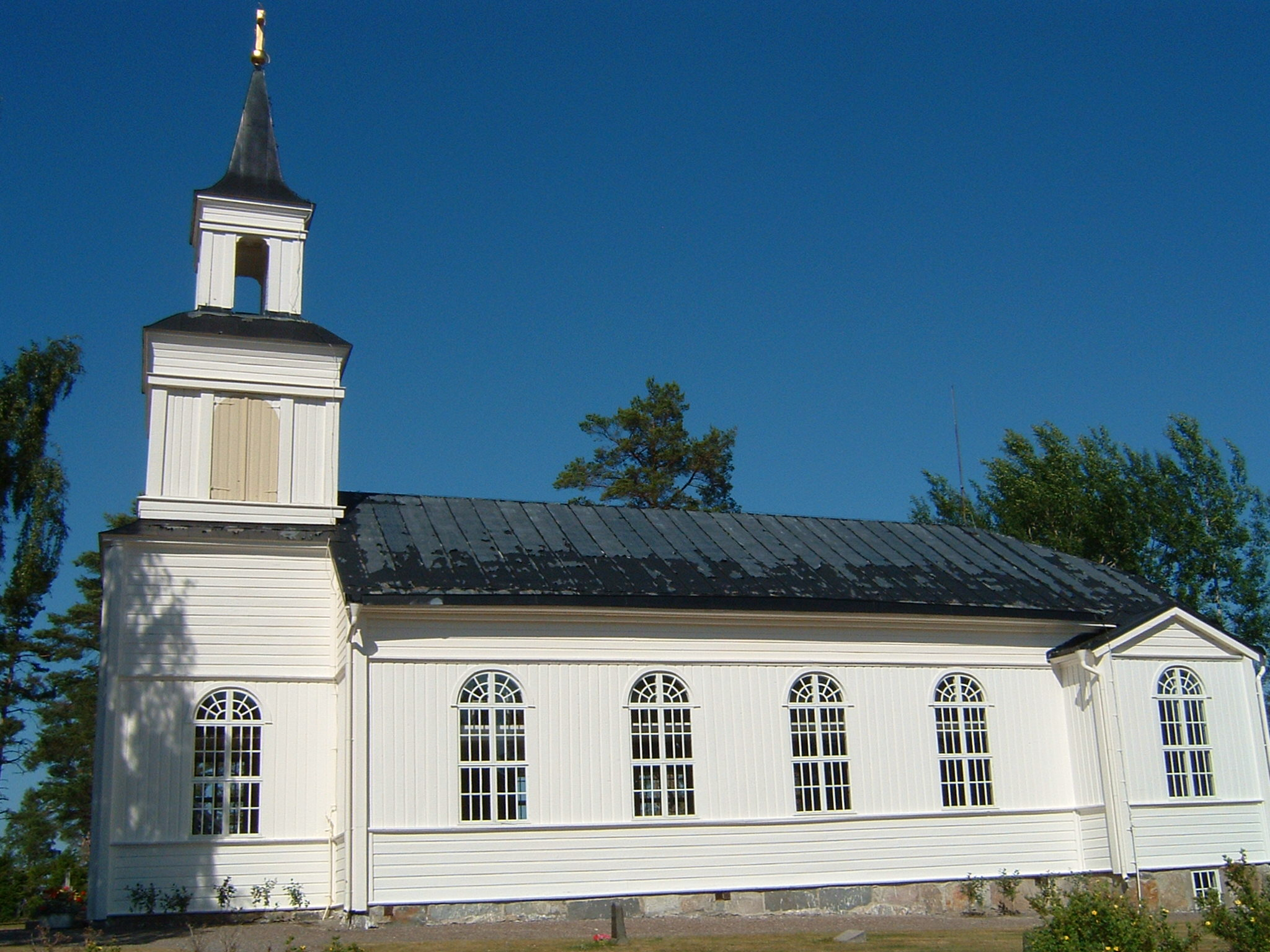
Hemsö kyrka i Hemsö församling.

Hemsön (även Hemsö) är en 54,02 (tidigare noterad som 54,5) km² stor ö i Bottenhavet, nordost om Härnösand. Den är huvudön i Hemsö socken. Hemsön var 2014 Sveriges 24 största ö till ytan (och fjärde största ö i Norrland, efter Haraholmen-Renön-Nötön-Pitholm-Bondön, Alnön och Ammerön).

## Geografi och beskrivning
Hemsön är bergig och skogbeväxt, med höga branter. Det finns en mindre odlingsbygd i norra delen av ön.
Ön ligger strategiskt placerad i Ångermanälvens utlopp och rymmer därför ett flertal militära anläggningar, bland annat Hemsö fästning, ett fort som man på sommaren kan besöka. Man kan besöka Hultomsbergets topp där det finns en liten stuga. Det finns även möjligheter till övernattning om vandringen upp var alltför påfrestande. I Utanö äggförsäljning och i Nordanö loppmarknad.
Ön har en bofast befolkning om 122 invånare, men rymmer även sommarstugeområden. Sågsand är en populär sandstrand, med ett par gamla nedlagda bunkrar och skyttevärn i närheten.
På Hemsön finns Hemsö kyrka, en träbyggnad med torn som var färdigbyggd år 1865. Inredningen i kyrkan är samtida med själva byggnaden. Den är församlingskyrka i Hemsö församling, vilken i sin helhet utgörs av Hemsön.
Hemsön har en färja för biltrafik som går varje halvtimme från Sanna färjeläge.

## Historik
Namnet Hemsö är av outrett ursprung. En teori säger dock att den ursprungliga namnformen kunde ha varit Hemås-ön (Hemszön finns i skrift från 1557). Hemås skulle då vara ett antaget äldre namn på berget Hemsöhatt.
Ön har inga kända förhistoriska lämningar, och mänsklig bosättning inleddes sannolikt först under medeltiden.
I Prästhushamnen fiskade Gävlefiskarna tills de 1652 fördrevs från ön till förmån för borgarna från Härnösand och bönder från närbelägna socknar, under 1730-talet bland annat från Bjärtrå och Torsåker.
Ön utgjorde åren 1863–1951 en egen kommun. Därefter tillhörde den 1952–68 Säbrå landskommun, varefter denna inlemmades i Härnösands kommun.

## Andra betydelser
August Strindbergs Hemsöborna handlar inte om invånarna på Hemsön utanför Härnösand utan om de på ön Kymmendö i Stockholms skärgård.
Fastighetsbolaget Hemsö Fastigheter har namngetts efter Hemsön.